# Mandalay
Mandalay är Myanmars näst största stad och har cirka 1,3 miljoner invånare. Den är huvudort för en av Myanmars administrativa regioner och är belägen vid Irrawaddyfloden i den centrala delen av landet. 
Mandalay är även landets religiösa och kulturella centrum, med många kloster och över 700 pagoder.

## Jordbävningen 2025
Jordbävningen i Myanmar den 28 mars 2025 drabbade Mandalay mycket hårt. Skalvet som kom vid middagstid (lokal tid) uppmättes till 7,7 på richterskalan och ett andra skalv uppmättes till 6,4. Ett stort antal byggnader kollapsade och den 29 mars rapporterades ett dödstal på över 1600 personer.   

## Administrativ indelning
Mandalay omfattar ett av Mandalayregionens distrikt, och är indelad i sju kommunala distrikt (myo ne):
- Amarapura
- Aungmyaythazan
- Chanayethazan
- Chanmyathazi
- Mahaaungmyay
- Patheingyi
- Pyigyitagon

## Bildgalleri

Mandalay - မန္တလေးမြို့
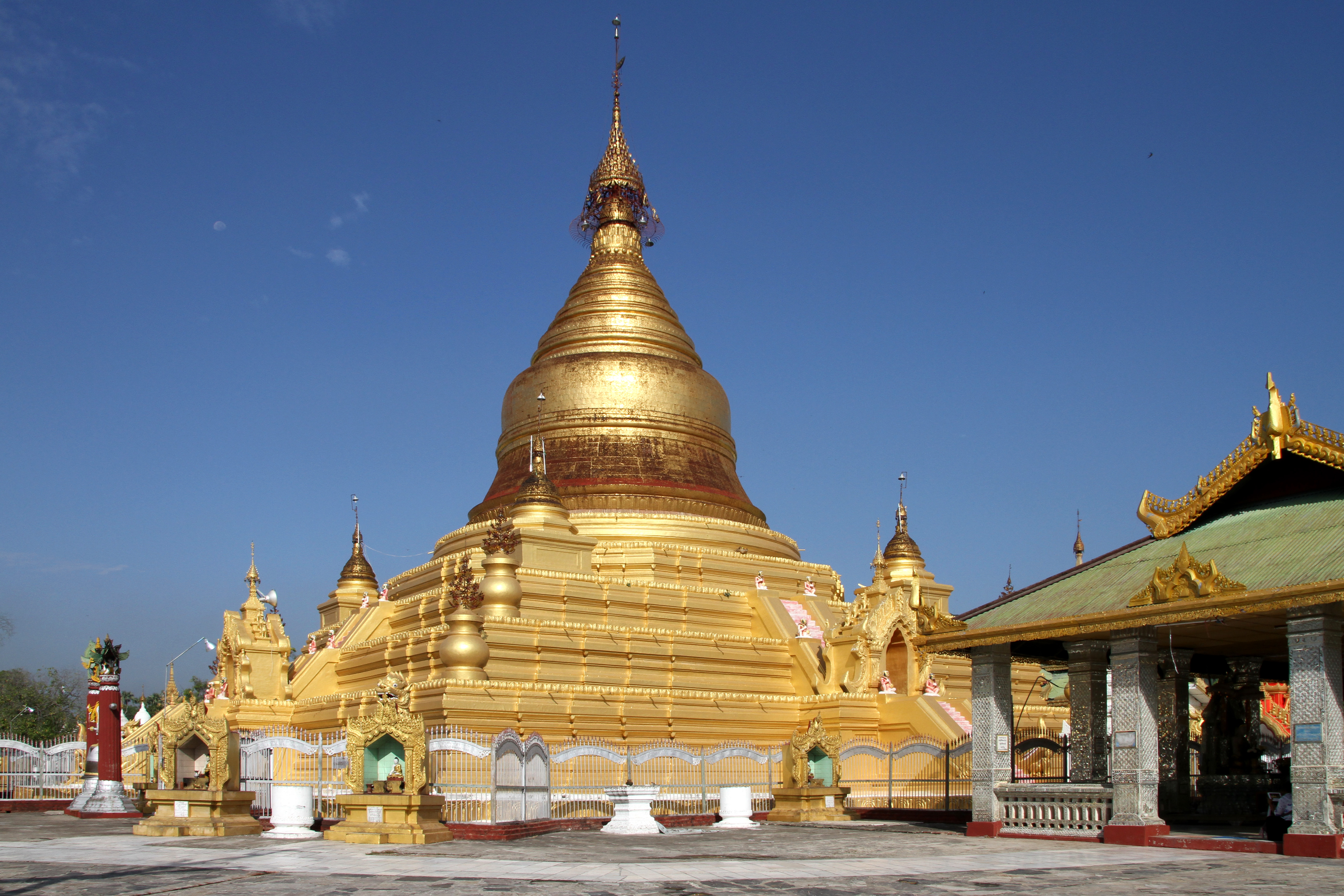
Kuthodaw pagod
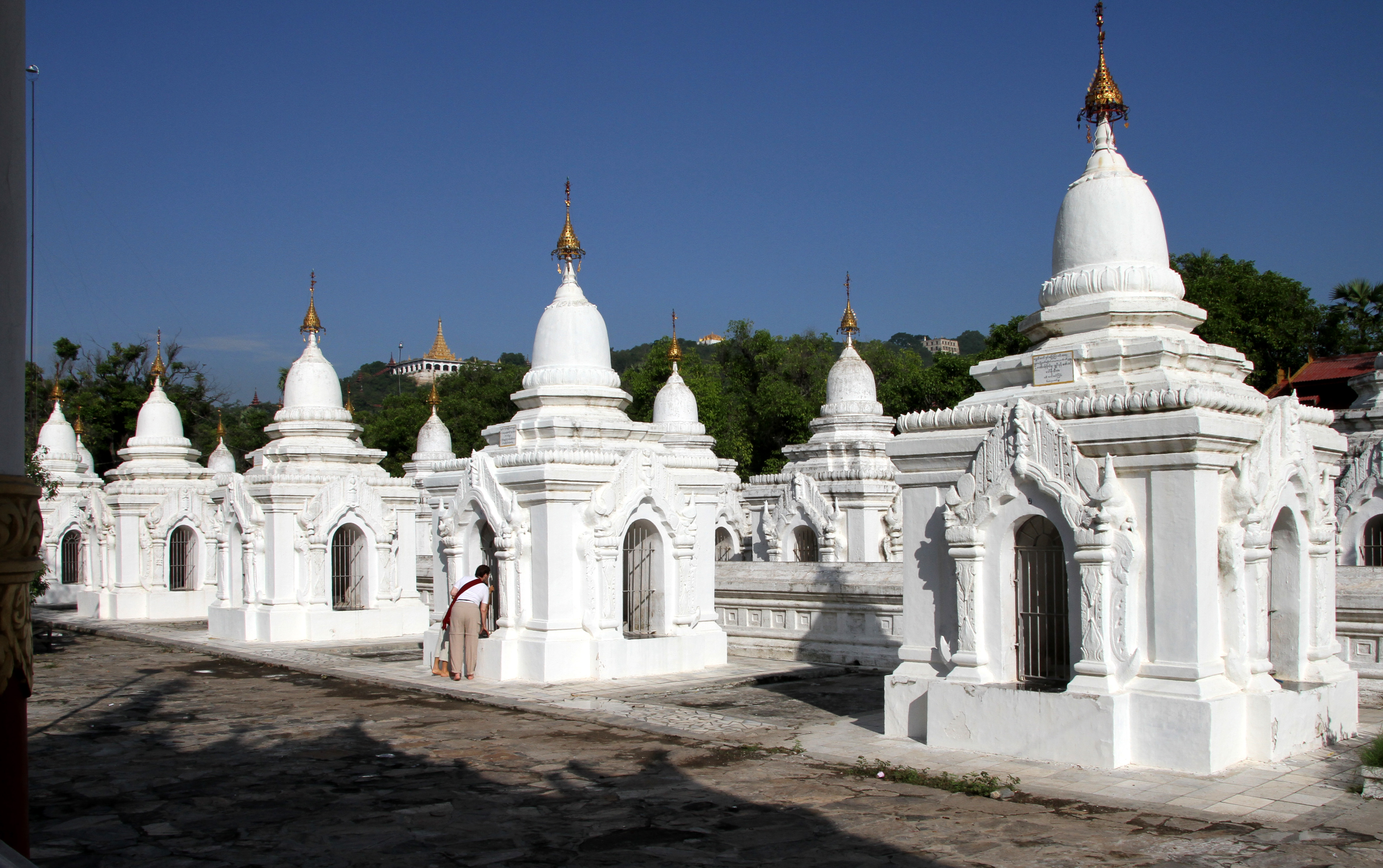
Kuthodaw
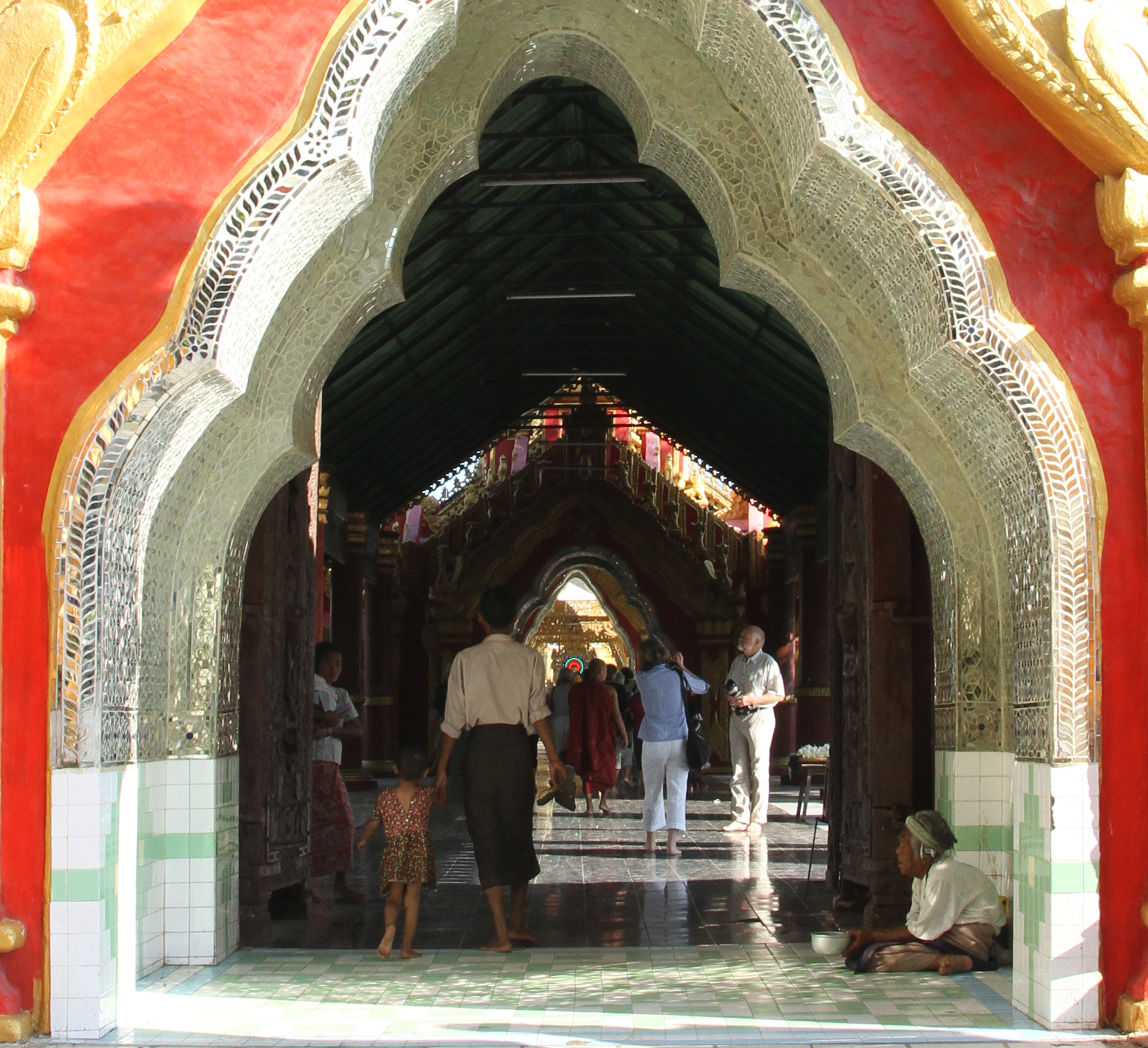
Kuthodaw
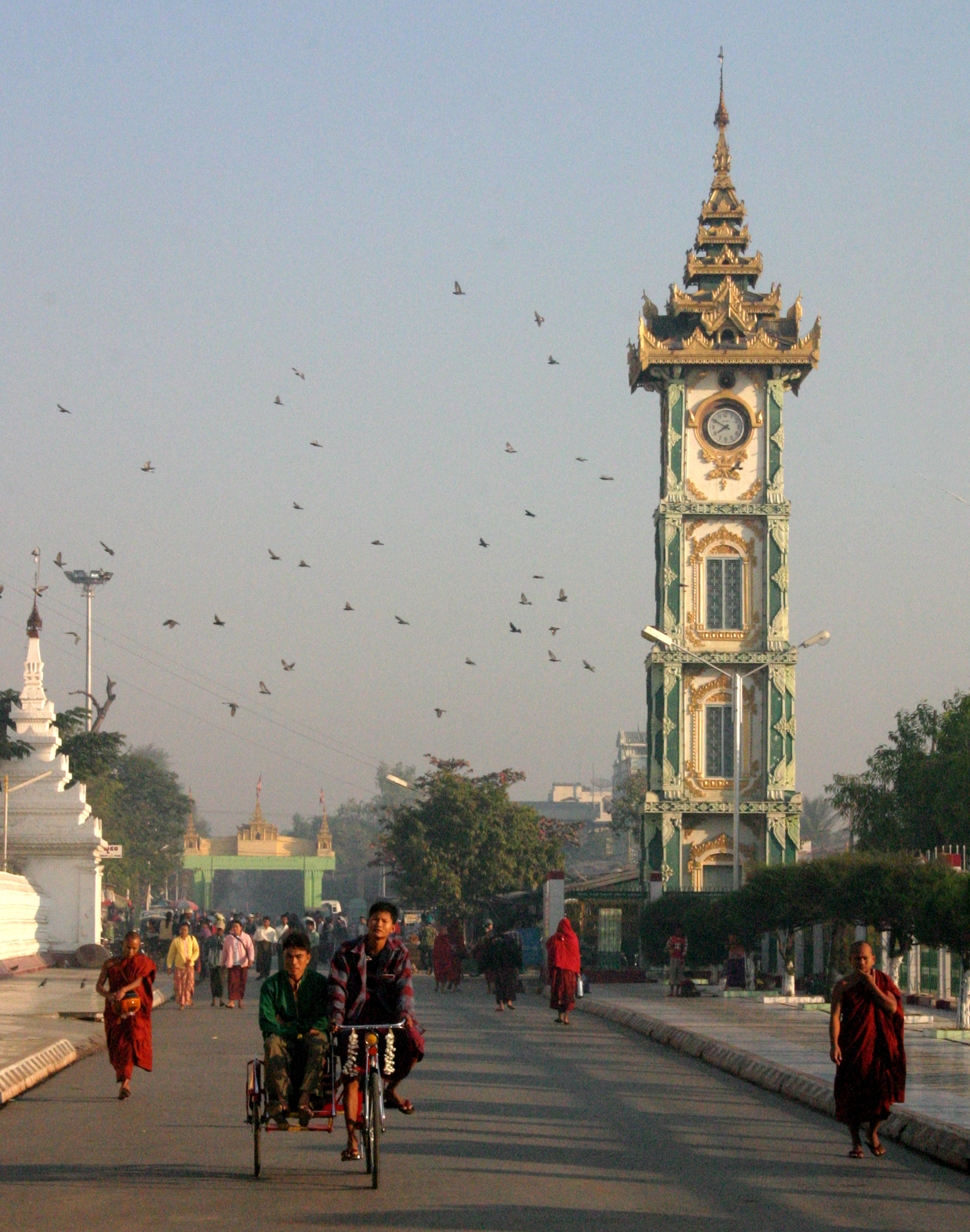
Mahamuni
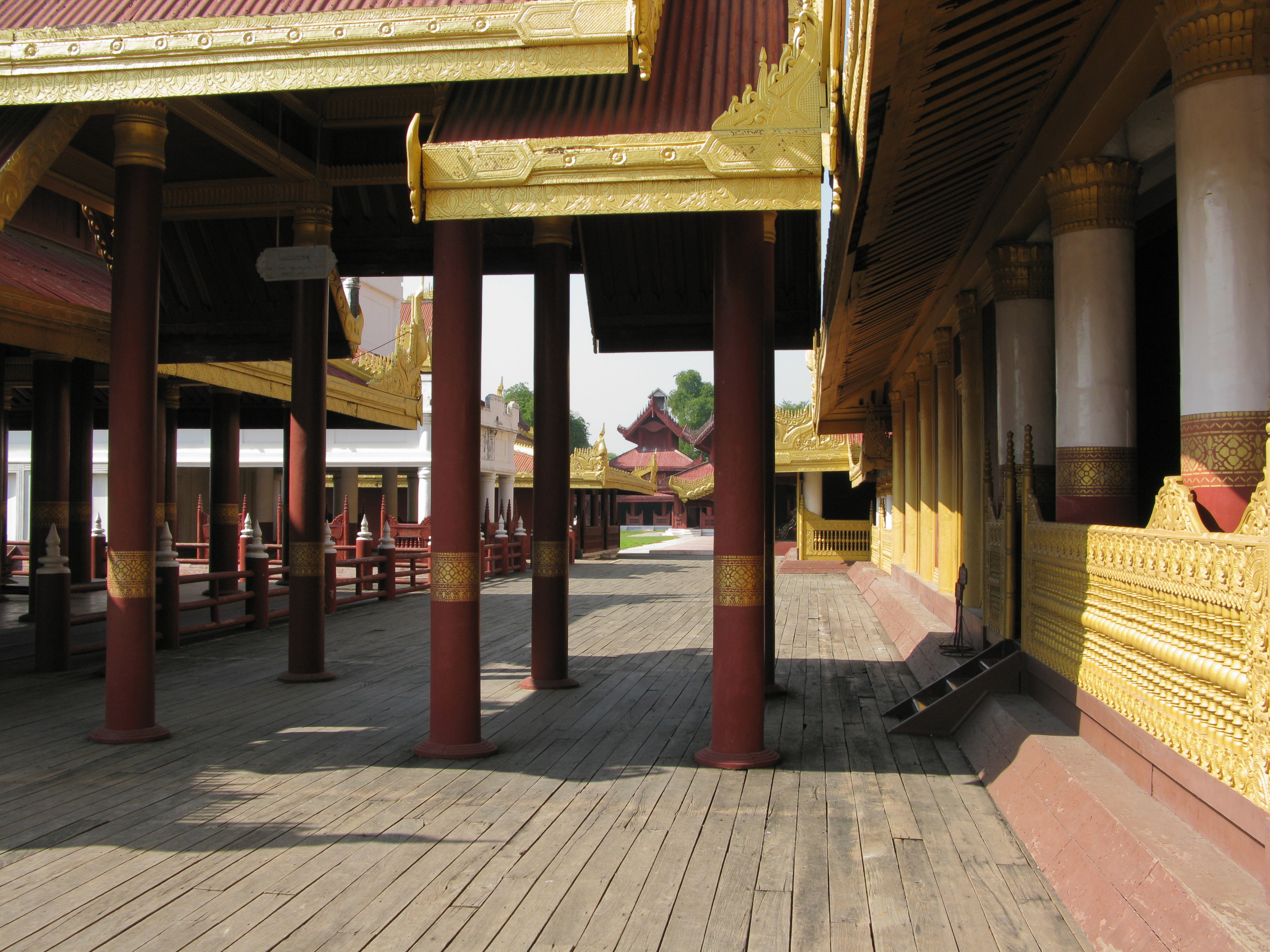
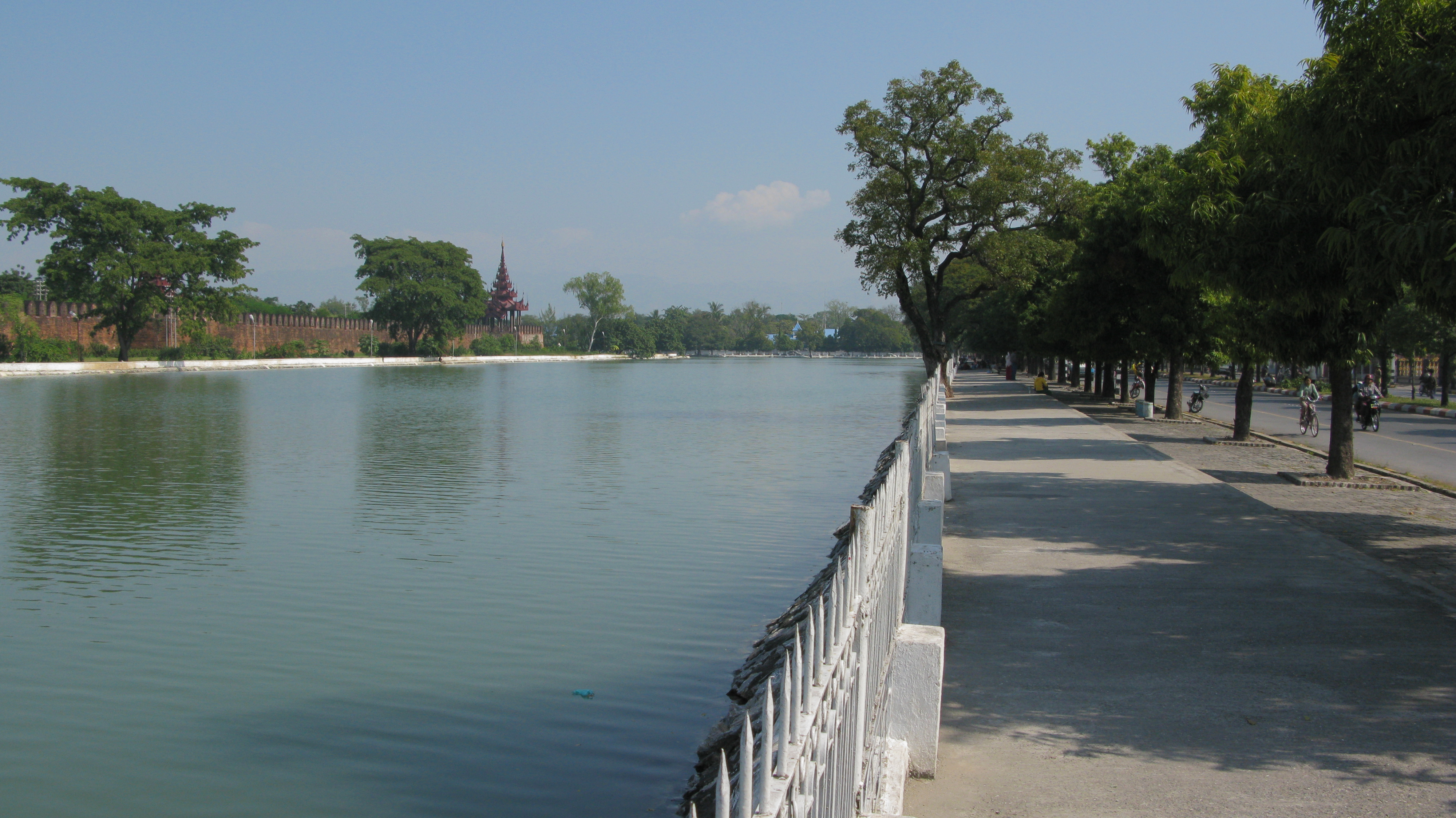
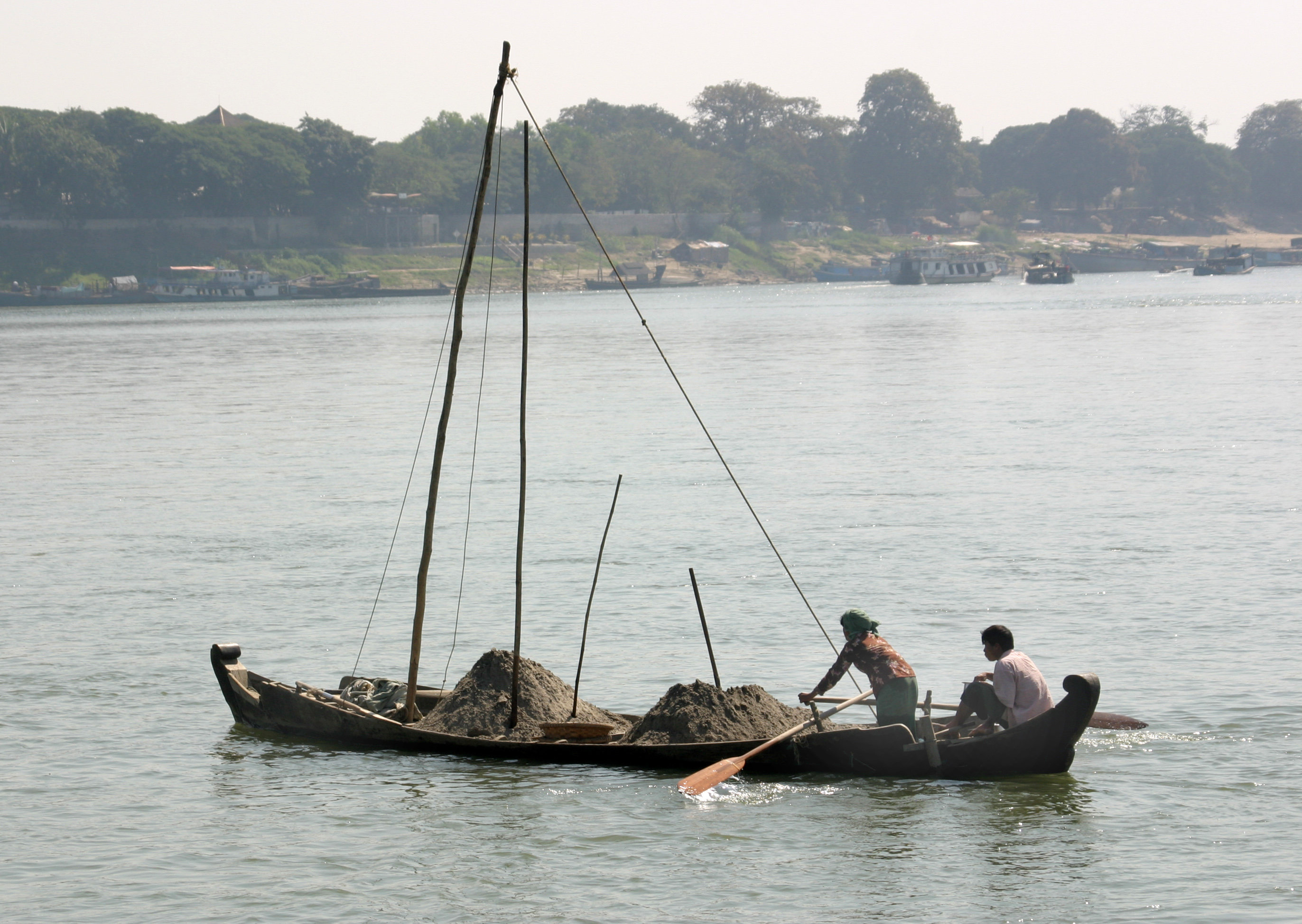